# Marcel Rasmussen
 Der er for få eller ingen kildehenvisninger i denne artikel, hvilket er et problem. Du kan hjælpe ved at angive troværdige kilder til de påstande, som fremføres i artiklen.

Marcel Rasmussen (født 25. juni 1913 i Gedser; død 1. maj 1964 i København) var en dansk grafiker, primært kendt for sine abstrakte træsnit.

## Baggrund og uddannelse
Han fødtes 1913 i Gedser og boede i sin barndom forskellige steder på Sjælland med sin mor, der var alene med ham. Den sidste del af sin skoletid boede han på Birkerød Kostskole, hvor han tog studentereksamen. Derefter modtog han tegneundervisning forskellige steder og blev efterfølgende optaget på Kunstakademiet. Dér kneb det for ham at have råd til at blive, og hans økonomiske kvaler betød at han aldrig fik afgangseksamen derfra. Senere fik han dog en uddannelse på Statens Tegnelærerkursus, hvorefter han fik arbejde på Landbohøjskolen, hvor han underviste kommende landinspektører i projektionstegning. Her blev han til han døde i 1964, kun 50 år gammel. Ved hans død var han ellers lige ved at lægge sidste hånd på en lærebog i projektionstegning, som ville have givet ham en betydelig lønforhøjelse og sikkerhed i ansættelsen. På Landbohøjskolen arbejdede han på deltid, så han havde tid til at lave sin kunst i den øvrige tid.
Marcel Rasmussen tegnede og malede de første år, bl.a. mange satiriske tegninger til ”Hjemmets søndag” og andre avistillæg. Efterhånden blev tryk mere og mere den måde han helst udtrykte sig på, først gennem kobberstik men senere var det udelukkende træsnit han lavede. Dette foregik ved at han snittede i en træplade, førte sort farve på, lagde japanpapir på og kørte det gennem en presse, for til sidst at gå det efter med en lille håndpresse, til alt papiret var dækket. Så kunne det løftes af, og trykket var en realitet. Således kunne der laves flere tryk på samme stok, men han nummererede dem, og lavede ikke ret mange af hver.

## Periode med abstrakte arbejder
Marcel Rasmussen blev især kendt på grund af de abstrakte træsnit han lavede med kugler og kegler og lignende geometriske figurer. Det var disse han især arbejdede med i de sidste år af hans liv. Inspirationen fik han fra sit arbejde på Landbohøjskolen, hvor han netop beskæftigede sig med tegning af matematiske figurer. Ved siden af det abstrakte, illustrerede han også mange bøger, især i samarbejde med dr.phil. Erik Dal. Inden Marcel Rasmussen gik over til de helt abstrakte træsnit, lavede han nogle, der var halvabstrakte, med danserinder og klovne, samt en række med groteske masker, der skulle vise menneskets tomhed og facade.
I de senere år af sit liv var han medlem af kunstnersammenslutningen Koloristerne. Han udstillede også mange gange i Polen, hvor han blev særdeles anerkendt og modtog en guldmedalje i Krakow 1960.
Der blev lavet en TV-film om ham af maleren Per Ulrich til DR kort efter hans død. Den kan lejes gennem Statens Filmcentral.

## Bogillustrationer
- 1951 Bunyan: Pilgrimsvandringen (blev aldrig udgivet).
- 1956 Robert Louis Stevenson: Dr. Jekyll og Mr. Hyde. Rosenkilde og Bagger.
- 1957 Draumkvædet. Bianco Lunos Bogtrykkeri.
- 1959 Helvad: En smuk ihukommelse. Andelsbogtrykkeriet i Odense.
- 1960 Ambrosius Stub: Aria. Privattryk.
- 1960 Blicher: Jyske røverhistorier. P. Blicher A-S. Kolding.
- 1961 Justesen Ranch: Karrig Nidding. Forening for boghåndværk * 1962.
- 1962 Erik Dal: Danske viser. Rosenkilde og Bagger.
- 1963 Ordsprogenes bog. Rosenkilde og Bagger.

## Udstillinger
- Kunstnernes Efterårsudstilling, Charlottenborg.
- 5. internationale grafikudstilling i Ljubljana
- Desuden i Wien, Polen, Malmø, Stockholm, USA, Tyskland og Indien.

## Solgt til
- Kobberstiksamlingen, der nu er på Statens Kunstmuseum, til Polen, Stockholm, Oregon State University, Kulturministeriet, Udenrigsministeriet og Ny Carlsbergfondet.
- Repræsenteret på Lolland-Falsters Stiftsmuseum, Silkeborg Museum, Malmø Museum, Kastrupgårdsamlingen og British Museum, London.